# Finland ved sommer-OL 1928
Finland ved sommer-OL 1928. 69 sportsudøvere, 67 mænd og to kvinder fra Finland deltog i 11 sportsgrene under Sommer-OL 1928 i Amsterdam. Finland blev kom på en tredjeplads med otte guld-, otte sølv- og ni bronzemedaljer.

## Medaljer
| 1928 Amsterdam | Guld | Sølv | Bronze | Total |
| Finland        | 8    | 8    | 9      | 25    |

## Medaljevindere
| Finland under OL 1928 i Amsterdam | Finland under OL 1928 i Amsterdam | Finland under OL 1928 i Amsterdam | Finland under OL 1928 i Amsterdam | Finland under OL 1928 i Amsterdam |
| Medaljer                          | Udøver                            | Sport                             | Øvelse                            | Resultat                          |
| --------------------------------- | --------------------------------- | --------------------------------- | --------------------------------- | --------------------------------- |
| guld                              | Arvo Haavisto                     | brydning                          | Fristil, weltervægt               |                                   |
| guld                              | Väino Kokkinen                    | brydning                          | græsk-romersk stil, mellemvægt    |                                   |
| guld                              | Harry Larva                       | atletik                           | 1500 meter, mænd                  | 3.53,2                            |
| guld                              | Toivo Loukola                     | atletik                           | 3000 meter forhindringsløb, mænd  | 9.21,8                            |
| guld                              | Kaarlo Mäkinen                    | brydning                          | Fristil, bantamvægt               |                                   |
| guld                              | Paavo Nurmi                       | atletik                           | 10000 meter, mænd                 | 30.18,8                           |
| guld                              | Ville Ritola                      | atletik                           | 5000 meter, mænd                  | 14.38,0                           |
| guld                              | Paavo Yrjölä                      | atletik                           | Tikamp, mænd                      | 8,053,29 point                    |
| Sølv                              | Akilles Järvinen                  | atletik                           | Tikamp, mænd                      | 7,931,5 point                     |
| Sølv                              | Antero Kivi                       | atletik                           | diskoskast, mænd                  | 47,23 meter                       |
| Sølv                              | Paavo Nurmi                       | atletik                           | 3000 meter forhindringsløb, mænd  | 9.31,2                            |
| Sølv                              | Paavo Nurmi                       | atletik                           | 5000 meter, mænd                  | 14.40,0                           |
| Sølv                              | Hjalmar Nyström                   | brydning                          | græsk-romersk til, supersværvægt  |                                   |
| Sølv                              | Kustaa Pihlajamäki                | brydning                          | Fristil, fjervægt                 |                                   |
| Sølv                              | Ville Ritola                      | atletik                           | 10000 meter, mænd                 | 30.19,8                           |
| Sølv                              | Aukusti Sihvola                   | brydning                          | Fristil, sværvægt                 |                                   |
| bronze                            | Ove Andersen                      | atletik                           | 3000 meter forhindringsløb, mænd  | 9.53,6                            |
| bronze                            | Bertil Broman                     | sejlsport                         |                                   |                                   |
| bronze                            | Eino Leino                        | brydning                          | Fristil, letvægt                  |                                   |
| bronze                            | Martti Marttelin                  | atletik                           | Maraton, mænd                     | 2.35.02                           |
| bronze                            | Eino Purje                        | atletik                           | 1500 meter, mænd                  | 3.56,4                            |
| bronze                            | Onni Pellinen                     | brydning                          | græsk-romersk stil, lett sværvægt |                                   |
| bronze                            | Heikki Savolainen                 | gymnastik                         | bensving, mænd                    | 18,83 point                       |
| bronze                            | Vilho Tuulos                      | atletik                           | trespring, mænd                   | 15,11 meter                       |
| bronze                            | Edvard Vesterlund                 | brydning                          | græsk-romersk stil, letvægt       |                                   |